# فربيون أنبوبي
الفربيون الأنبوبي (باللاتينية: Euphorbia fistulosa) نوع نباتي يتبع جنس الفربيون من الفصيلة اللبنية.
النبات سام كبقية أنواع الفربيون.

## الموئل والانتشار
ينتشر في بلاد الشام.

## مرادفات للاسم العلمي
- (باللاتينية: Tithymalus fistulosus (M. S. Khan) Soják)